# Субор
Субо́р (рос. Суборь) — селище у складі Даровського району Кіровської області, Росія. Входить до складу Лузянського сільського поселення.
Населення становить 319 осіб (2010, 403 у 2002).
Національний склад станом на 2002 рік — росіяни 96 %.